# داکوسور
داکوسور (به انگلیسی: Dakosaurus) یک گونه منقرض‌شده شاه‌سوسمارسانان بوده که در چین پیدا شده‌است و در زمان ژوراسیک قدیم می‌زیسته و طول آن ۱٫۵ متر بوده‌است.
داکوسور بزرگ‌ترین و وحشت‌انگیزترین عضو گروهی از خزندگان دریایی بود که خویشاوند دور تمساح‌های امروزی بودند. این هیولا از همه خزندگان دریایی دیگر -که همراه ماهی‌ها غذای اصلیش بود- بسیار بزرگ‌تر بود. داکوسور، با بدنی روان‌رو و پاهایی پارومانند، خیلی خوب با زندگی در اقیانوس‌های آزاد انطباق یافته بود. با این حال، برخلاف بسیاری از بستگانش که پوزه‌هایی لوله‌ای داشتند، داکوسور جمجمه‌ای قطور داشت که شبیه جمجمه دایناسورهای شکارگری مثل تیرانوسور بود. داکوسور جمجمه‌ای عظیم و پر از دندان‌هایی بزرگ داشت. سنگواره‌ای جمجمه‌ای که در آمریکای جنوبی کشف شده‌است بیش از یک متر طول دارد و به‌خاطر ابعادش لقب «گودزیلا» به آن داده‌اند. دندان‌هایش هم شبیه دندان‌های ددپایان و نهنگ‌های قاتل امروزی بودند؛ دندان‌هایی بزرگ، باریک و پر از دندانه‌هایی تیز که برای تکه‌تکه کردن گوشت عالی بودند.